# 루자 (모스크바주)
루자(러시아어: Руза)는 러시아 모스크바주 루자 군에 위치한 도시이다. 루자 강이 흐르고 동쪽으로 80km 지점에 모스크바가 위치해 있다.